# Alf Linder
Alf Linder (* 28. Juli 1907 in Hammarön bei Karlstad/Värmlands län; † 21. Dezember 1983 in Täby/Stockholms län) war ein schwedischer Organist und Musikpädagoge.

## Leben
Linder studierte Orgel an der Königlichen Musikhochschule Stockholm bei Otto Olsson und 1938–40 in Leipzig bei Günther Ramin. Nach dem Abschluss seines Studiums wurde er 1943 Organist an der Oscarskyrkan in Stockholm und Professor an der Musikhochschule, wo er mehr als vierzig Jahre unterrichtete. Neben Gotthard Arnér zählte er zu den Protagonisten der schwedischen Orgelbewegung. Er war der erste schwedische Organist, der bei Konzerten das gesamte Orgelwerk Johann Sebastian Bachs aufführte. 1956 spielte er das gesamte Orgelwerk Dietrich Buxtehudes ein.
Zu seinen Schülern gehört Hans Fagius.